# Schuhlen
Schuhlen (bis zum 2. November 1937 amtlich Skuhlen; niedersorbisch Skulin) ist ein Gemeindeteil von Schuhlen-Wiese, einem Ortsteil der Gemeinde Märkische Heide im Landkreis Dahme-Spreewald in Brandenburg.

## Lage und Erreichbarkeit
Schuhlen liegt in der Niederlausitz, etwa 11 Kilometer Luftlinie südöstlich von Friedland, 16 Kilometer südlich von Beeskow und 20 Kilometer nordöstlich der Kreisstadt Lübben. Umliegende Ortschaften sind die zur Gemeinde Tauche im Landkreis Oder-Spree gehörenden Ortschaften Rocher im Nordosten und Mittweide im Osten, der Ortsteil Ressen der Gemeinde Schwielochsee im Südosten, Neukrug und Leibchel im Süden, Klein Leuthen im Südwesten sowie Wiese im Nordwesten.
Schuhlen liegt an der Landesstraße 442 von Wittmannsdorf nach Goyatz, die Bundesstraße 87 befindet sich knapp einen Kilometer südöstlich des Ortes. Am westlichen Ortsrand von Schuhlen fließt das Rocher Mühlenfließ.

## Geschichte

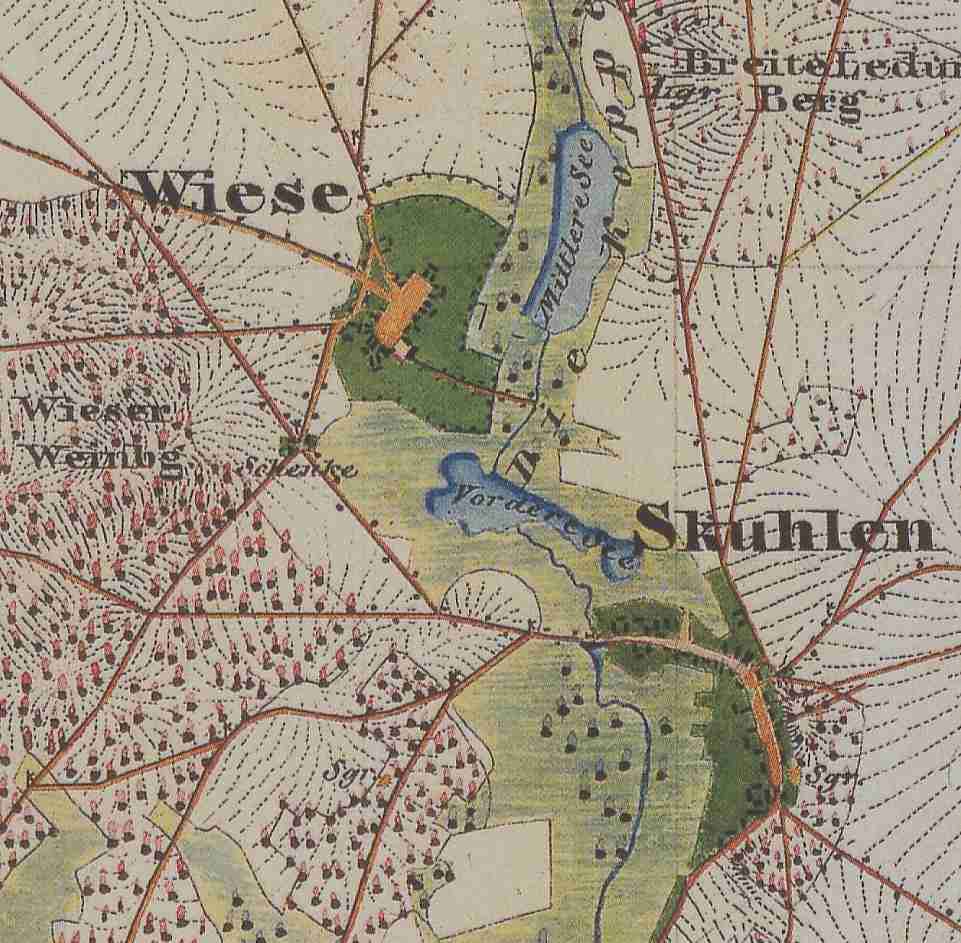
Schuhlen auf dem Urmesstischblatt 3950 Groß Leuthen aus dem Jahr 1846

Erstmals in Urkunden erwähnt wurde Schuhlen im Jahr 1431 als „Scolen“. Der Ortsname ist nach Reinhard E. Fischer unklar, vermutlich stammt er aus dem Sorbischen und beschreibt eine mit Pfählen gestützte Siedlung in einem moorigen Gebiet. Ebenfalls denkbar ist eine Ableitung von dem sorbischen Ortsnamen Skulin, welcher in etwa „Dorf, in dem es Brachvögel gibt“ bedeutet.
1840 gab es in Skuhlen 24 Wohngebäude, in denen 171 Einwohner lebten. Das Dorf gehörte kirchlich zu Mittweide und verfügte über ein Rittergut, damals in Besitz eines Herrn Schmiel in Mittweide. Bis 1864 erhöhte sich die Einwohnerzahl von Skuhlen auf 201. Das Dorf war damals mit einem Heinrich Theodor Moritz Wallach zu Mittweide belehnt. In der Nähe von Skuhlen wurde damals Torf gestochen.
Bis 1815 gehörte Skuhlen zum Krummspreeischen Kreis, nach dem Wiener Kongress musste das Königreich Sachsen Skuhlen an das Königreich Preußen abtreten. Dabei wurde der Krummspreeische Kreis in den Landkreis Lübben umgewandelt. Am 2. November 1937 wurde der Ortsname von den Nationalsozialisten während der Germanisierung sorbischstämmiger Ortsnamen in der Lausitz in Schuhlen geändert, nach Kriegsende wurde die Umbenennung im Gegensatz zu anderen Orten nicht wieder rückgängig gemacht. Am 1. Januar 1945 wurde Schuhlen mit dem benachbarten Wiese zur Gemeinde Schuhlen-Wiese vereinigt. Nach dem Zweiten Weltkrieg lag die Gemeinde zunächst in der Sowjetischen Besatzungszone und anschließend in der DDR. Bei der am 25. Juli 1952 in der DDR durchgeführten Kreisreform wurde die Gemeinde Schuhlen-Wiese dem Kreis Lübben im Bezirk Cottbus angegliedert. Nach der Wende wurde der Kreis Lübben in Landkreis Lübben umbenannt und schließlich aufgelöst, die Gemeinde Schuhlen-Wiese wurde dem Landkreis Dahme-Spreewald zugeordnet und schloss sich dem Amt Märkische Heide an. Zum 26. Oktober 2003 wurde dieses Amt aufgelöst und die Gemeinden des Amtes zu der neuen amtsfreien Gemeinde Märkische Heide vereinigt. Schuhlen ist seitdem ein Gemeindeteil von Märkische Heide.

## Bevölkerungsentwicklung
| 1875 | 190 | 1925 | 150 |
| 1890 | 188 | 1933 | 132 |
| 1910 | 149 | 1939 | 120 |